# ساري قية (ملكان)
ساري قية هي قرية في مقاطعة ملكان، إيران. عدد سكان هذه القرية هو 183 في سنة 2006.